# Торричелла-Сікура
Торричелла-Сікура (італ. Torricella Sicura) — муніципалітет в Італії, у регіоні Абруццо, провінція Терамо.
Торричелла-Сікура розташована на відстані близько 130 км на північний схід від Рима, 38 км на північний схід від Л'Аквіли, 6 км на захід від Терамо.
Населення — 2648 осіб (2014).
Щорічний фестиваль відбувається 29 червня. Покровитель — святий Павло apostolo.

## Демографія
Населення за роками:

Станом на 1 січня 2023 року в муніципалітеті офіційно проживали 102 іноземці з 30 країн, серед них 30 громадян країн Євросоюзу та 5 громадян України.

## Сусідні муніципалітети
- Камплі
- Кортіно
- Рокка-Санта-Марія
- Терамо
- Валле-Кастеллана